# Уверов, Иван Михайлович
Ива́н Миха́йлович Уверов (1894—1953) — русский и советский военнослужащий, участник Гражданской войны в России и Великой Отечественной войны, советский хозяйственный и партийный работник. Кавалер трёх орденов Красного Знамени.

## Биография
Родился 12 (24) октября 1894 года в селе Никитинское (Никитино) Кирилловского уезда Новгородской губернии (ныне — Вологодская область).
Обучался в Новгородской духовной семинарии в 1910 г., в Олонецкой духовной семинарии в 1911—1912 годах, (курс не окончил). С 1913 года работал письмоводителем в г. Петрозаводске.
Призван на действительную военную службу по призыву в Петрозаводске в феврале 1915 года. Был зачислен в 1-й Гвардейский стрелковый запасной батальон. Окончил Петроградскую школу прапорщиков (1915). После окончания был произведён в младшие унтер-офицеры — в чин прапорщика в августе 1915 года и назначен младшим офицером 10-й роты 9-го Гренадерского Сибирского полка. В сентябре-декабре 1915 года командовал 12-й, 10-й и 7-й маршевой ротами. С мая 1916 года — подпоручик.
С ноября 1916 года служил в 1-м Туркестанском (Туркменском) стрелковом полку. С 11 ноября 1916 года — поручик. В феврале 1917 г. зачислен в 29 Туркестанский стрелковый полк и назначен командиром ротой. С марта 1917 г. — временный командир 1 батальона. Приказом по армии и флоту от 8 марта 1917 г. награждён орденом Орден Святого Станислава III-й степени с мечами и бантом.
С 13 июня 1917 г. — командир 3 батальона. В декабре 1917 г. зачислен в 104 запасной пехотный полк. С 8 октября 1917 г. — штабс-капитан. Уволен из армии 29 января 1918 г.
В Красной армии с 1918 года.
С 13 августа 1918 г. по 15 марта 1919 года служил в Олонецком губернском военном комиссариате (г. Петрозаводск) в должности делопроизводителя отдела снабжения, квартирной части, заведующего I отделом административной части, и. о. начальника квартирной части.
Участвовал в борьбе с белогвардейскими частями на Олонецком и Шунгском фронтах с 25 мая по 29 июня 1919 г.
С октября 1919 года командовал ротой, затем батальоном, был помощником командира и командиром 92 стрелкового полка 11 Петроградской стрелковой дивизии.
Отличился при обороне Петрограда, командуя батальоном в бою 22 ноября 1919 г. у д. Усть-Чёрное, за что награждён орденом Красного Знамени.
Второй и третий ордена Красного Знамени получил за успешные боевые действия полка под его командованием, личное мужество и отвагу, проявленные в боях на Западном фронте в ходе войны с Польшей (1919—1921). Кроме того, за отличия в боях во время Лужской и Ямбургской операций в октябре-ноябре 1919 года был награждён 29 ноября этого же года Всероссийским Центральным исполнительным комитетом серебряными часами и портсигаром с надписью «Честному воину рабоче-крестьянской красной армии от ВЦИК РСФСР».
После демобилизации работал в Кирилловском военном комиссариате начальником Всевобуча, с 1926 по 1931 гг. — председатель ревизионной комиссии Горицкого сельо, с 1931 г. — на Кандалакшском механическом заводе, начальник подсобного хозяйства, отдела снабжения Кандалакшского механического завода, в 1941 — один из участников перестройки работы завода на военный лад.
В 1930-х годах избирался депутатом Кирилловского городского и районного советов депутатов трудящихся, Кандалакшского городского совета.
В годы Великой Отечественной войны командовал полком народного ополчения в г. Кандалакша Мурманской области, начальником боевого снабжения завода, на посту которого много сделал для увеличения производства мин, автоматов, минометов для фронта, участвовал в организации истребительного батальона завода и был его командиром.
Умер 24 сентября 1953 года в Кандалакше, Мурманская область. Похоронен на Старом кладбище в Кандалакше.

## Награды
- Орден Святого Станислава 3-й степени с мечами и бантом (ПАФ 8.03.1917)
- Также награждён медалями «За оборону Советского Заполярья», «За доблестный труд в Великой Отечественной войне 1941—1945 гг.».

## Память
- Именем Уверова названа одна из центральных улиц Кандалакши и улица в городе Кириллов Вологодской области[11].
- В Кандалакше на д. 1 по улице Уверова установлена мемориальная доска И. Уверову[12] (1974). По некоторым сведениям, он жил в этом доме[8].